# Pylaisiella nana
Pylaisiella nana là một loài Rêu trong họ Hypnaceae. Loài này được (Mitt.) Higuchi miêu tả khoa học đầu tiên năm 1999.